# 联盟MS-09
联盟MS-09是俄罗斯宇航联盟号的第138次飞行，本次任务计划将远征56的三名宇航员送到国际空间站。2018年6月6日11时12分（协调世界时（UTC））飞船从哈萨克斯坦拜科努尔航天发射场发射升空。6月8日13时1分与国际空间站晨曦号实验舱对接。此次任务携带了人工智能机器人CIMON。
2018年8月29日，国际空间站发现压力轻微下降，经查为联盟MS-09轨道舱上出现约2毫米宽的裂口，因而发生漏气。指令长普罗科皮耶夫及时用环氧树脂封堵了漏点，解决了问题。问题发现伊始，有俄航天内部人士认为，事故可能是飞船在地面制造时就被错误钻孔，而后采用了特殊胶水密封。同年9月4日，俄罗斯航天集团总裁德米特里·罗戈津于一档电视节目透露，现发现飞船外壳的穿孔似人为所致，已有一个特别委员会在调查该起事件，包括发射前人为因素，但尚不排除有人在太空中蓄意所为。
2018年12月11日，飞船指令长普罗科皮耶夫与联盟MS-11指令长科诺年科进行了舱外活动，确认先前漏气的孔位于轨道舱，对返回地球没有影响。飞船于2018年12月20日5时22分（UTC）于哈萨克草原成功着陆。

## 机组人员
| 职位        | 姓名                | 飞行次数 |
| ----------- | ------------------- | -------- |
| 指令长      | 谢尔盖∙普罗科皮耶夫 | 第1次    |
| 飞行工程师1 | 亚历山大∙格斯特     | 第2次    |
| 飞行工程师2 | 塞丽娜∙ 奥农-钱赛勒 | 第1次    |

备用人员
| 岗位        | 备用人员            | 备用人员            |
| ----------- | ------------------- | ------------------- |
| 指令长      | 奥列格·科诺年科     | 奥列格·科诺年科     |
| 飞行工程师1 | 大卫·圣雅克, CSA    | 大卫·圣雅克, CSA    |
| 飞行工程师2 | 安妮·麦克莱恩, NASA | 安妮·麦克莱恩, NASA |